# Metantiolo
Il metantiolo (anche detto metilmercaptano) è un gas incolore caratterizzato dall'odore fetido, simile al cavolo marcio. È una sostanza naturale, che si trova normalmente nel sangue, nel cervello, e in altri tessuti umani e animali. È anche abitualmente rilasciato dalle feci. Si trova anche in alcuni cibi, come alcuni tipi di noci e formaggi. È uno dei principali agenti chimici responsabili dell'alitosi e del cattivo odore delle flatulenze. Causa, probabilmente, il cattivo odore delle urine a seguito della digestione degli asparagi. La formula chimica per il metantiolo è CH3SH; è classificato come un tiolo.
Il metantiolo viene rilasciato dalla materia organica in decomposizione di organismi morti nelle paludi ed è presente nel gas naturale di certe regioni degli Stati Uniti, nel carbone, e in alcuni petroli grezzi.
Inoltre il metantiolo si può ossidare secondo la reazione:

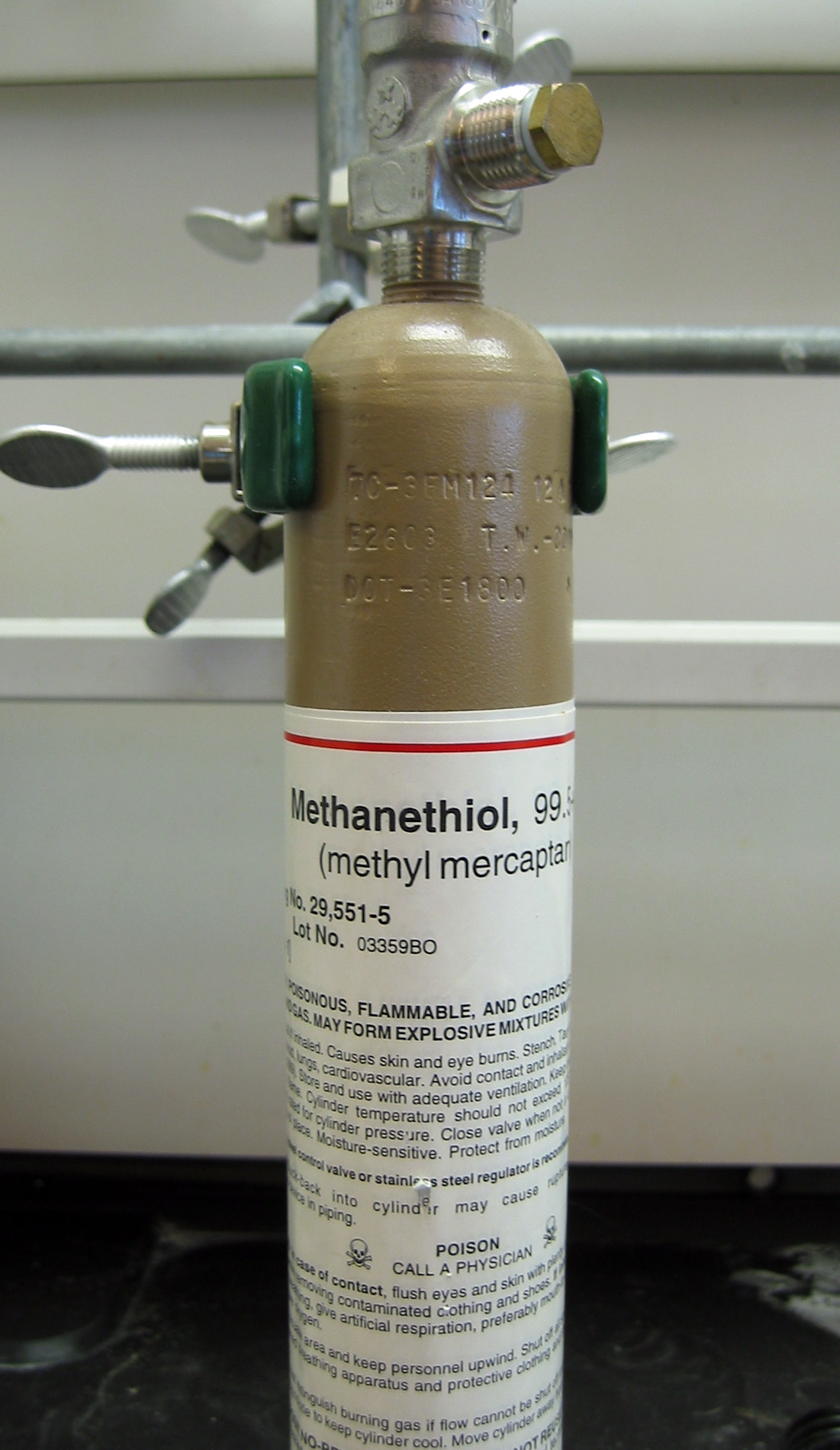
Una bombola di metantiolo in un laboratorio chimico statunitense. Notate le numerose precauzioni indicate sull'etichetta.

{\displaystyle {\ce {CH3SH + O2 -> CH4 + SO2}}}